# Papamosques mugimaki
El papamosques de Mugimaki (Ficedula mugimaki) és una espècie d'ocell de la família dels muscicàpids (Muscicapidae) que habita els boscos d'Àsia oriental, criant al sud-est de Sibèria, Sakhalín, Mongòlia i nord-est de la Xina. Passa l'hivern al sud de la Xina, Sud-est asiàtic, Filipines i Indonèsia. El seu estat de conservació es considera de risc mínim.